# Le Bourg-Dun
Le Bourg-Dun è un comune francese di 469 abitanti situato nel dipartimento della Senna Marittima nella regione della Normandia.

## Società

### Evoluzione demografica
Abitanti censiti